# Kind Hearts
Kind Hearts ist ein belgischer Film in dokumentarischer Form unter der Regie von Olivia Rochette und Gerard-Jan Claes aus dem Jahr 2022. Der Film feierte am 11. Februar 2022 auf der Berlinale seine Weltpremiere in der Sektion Generation.

## Handlung
Nach dem Schulabschluss kommen auf Billie und Lucas viele Entscheidungen und Veränderungen zu: Die Wahl von Studienort und -fach, die Gestaltung der langen Zeit vor Semesterbeginn und nicht zuletzt die Frage, ob die beiden als Paar in eine Wohnung ziehen oder lieber voneinander getrennt in Wohngemeinschaften leben wollen. Im Kontext des großen Umbruchs fühlt sich die Beziehung der beiden vor allem vertraut und bequem an. Doch während die junge Frau durch Veränderung Neues entdecken und Gewohnheiten ablegen will, ist bei Lucas Kontinuität angesagt: Er tritt weiter mit Charlotte auf und produziert Samples. Die Zuneigung der beiden ist trotz dieser unterschiedlichen Ansätze ungebrochen. Durch die Verbindung von Dokumentarischem und Inszeniertem kann die prägende und zugleich unsichere Zeit der ersten Liebe in einem offenen Porträt gezeigt werden. Gespräche zwischen Billie und Lucas, aber auch mit ihrem Freundeskreis bringen dem Publikum die Erfahrungen der Protagonisten nahe.

## Produktion

### Filmstab
Regie führten Olivia Rochette und Gerard-Jan Claes, von denen auch das Drehbuch stammt. Die Wurzeln für Kind Hearts liegen in einem früheren Film der beiden: Grands travaux aus dem Jahr 2016 hatte das schulische Leben und das Aufwachsen von Jugendlichen zum Thema, doch auch dort finden sich Szenen, in denen junge Männer mit ihren Freundinnen sprachen. Daraus entstand der Wunsch nach einer Vertiefung des Themas Liebe. In Kind Hearts wurde hierfür die Übergangssituation zwischen Schule und Studium gewählt.
Das Regieduo beabsichtigte mit Kind Hearts keinen Dokumentarfilm über Liebe, sondern wollte filmisch zeigen, an welchen Punkten sich die beiden Liebenden treffen. Da das Erfahren von Liebe an das Begreifen von Liebe als sinnstiftender Erzählung geknüpft ist, wird Liebe hier als Abenteuer neu inszeniert. Den Ansatz Liebe als Konstruktion zeigt auch die Form des Films, der zwischen Dokumentarischem und Inszeniertem wechselt. Der Film richte sich, so Claes, an ein breites Publikum.
Die Kameraführung lag in den Händen von Olivia Rochette, für den Filmschnitt war Dieter Diependaele verantwortlich.

### Produktion und Förderungen
Produziert wurde der Film von Rasmus Van Heddeghem und Ruben Desiere. Förderungen kamen unter anderem vom Vlaams Audiovisueel Fonds (VAF), der Vlaamse Gemeenschapscommissie und der Stadt Brüssel.

### Dreharbeiten und Veröffentlichung
Der Film feierte am 11. Februar 2022 auf der Berlinale seine Weltpremiere in der Sektion Generation.

## Auszeichnungen und Nominierungen
- 2022: Großer Preis der Internationalen Jury der Generation 14plus für den Besten Film[7]
- 2022: Berlinale Dokumentarfilmpreis (nominiert)[8]